# Между полночью и рассветом
«Между полночью и рассветом» (англ. Between Midnight and Dawn) — фильм нуар режиссёра Гордона Дугласа, вышедший на экраны в 1950 году.
Фильм рассказывает о двух друзьях (Марк Стивенс и Эдмонд О’Брайен), которые служат патрульными полицейскими в Лос-Анджелесе. Они начинают вместе встречаться с одной девушкой (Гейл Сторм) и одновременно ведут жестокую борьбу с местным гангстером (Дональд Бука), в конце концов задерживая его. Однако, сбежав из тюрьмы, гангстер убивает из мести одного из друзей (Стивенс), после чего второй коп находит возможность вступить в схватку с гангстером и уничтожить его.
Хотя журнал TimeOut указывает, что название фильма отсылает к строчке из стихотворения Томаса Элиота: «Между полночью и рассветом, когда прошлое сплошной обман», по словам историка кино Шона Эксмейкера, «название фильма означает ночную полицейскую смену», то есть время, в которое и происходят основные события фильма.

## Сюжет
В Лос-Анджелесе работают патрульными полицейскими весёлый и добродушный Рокки Барнс (Марк Стивенс) и его напарник, более зрелый и приземлённый Дэн Пёрвис (Эдмонд О’Брайен), которые во время войны вместе служили в морской пехоте. По роду занятий им приходится разбираться на месте с различного рода преступлениями и нарушениями общественного порядка, в том числе, разнимать дерущихся детей на улице, предотвращать ограбление, которое задумали две загулявшие молодые пары и задерживать члена мафиозной банды Джо Квиста (Филип Ван Зандт), который подозревается в запугивании владельцев небольшого итальянского ресторанчика. Владельцы ресторана точно знают, что преступление совершил именно Квист, подручный местного гангстера Ритчи Гарриса (Дональд Бука), однако из-за страха мести боятся об этом заявить в полиции, и в итоге преступника отпускают на свободу. Однако Рокки и Дэн продолжают внимательно следить за Гаррисом, который начинал в их районе как мелкий преступник, а ныне вырос до главаря местной мафии, прикрытием для которого служит ночной клуб. При этом Рокки мечтает познакомиться с девушкой, которая работает ночным радиодиспетчером полицейских машин, голос которой его зачаровал. Однажды в кабинете своего босса лейтенанта Мастерсона (Энтони Росс) Рокки и Дэн узнают, что голос принадлежит очаровательной Кейт Мэллори (Гейл Сторм), дочери погибшего офицера полиции, которая недавно получила назначение в их участок и работает под непосредственным началом лейтенанта. Рокки и Дэн приглашают Кейт на ужин в ночной клуб Гарриса, где случайно замечают крупного гангстера с восточного побережья Лео Кьюсика (Роланд Уинтерс), который направляется на переговоры с Гаррисом. За закрытыми дверями Кьюсик требует от Гарриса уступить его организации контролируемую тем территорию, однако Гаррис категорически отказывается от какой-либо сделки. Когда полицейские отвозят Кейт домой, она говорит, что больше не будет ходить на свидания с ними, так как опасается остаться полицейской вдовой, как и её мать. Однако мать Кейт, узнав об отношениях дочери с Рокки и Дэном, наоборот, поощряет их, и более того, сдаёт полицейским в аренду соседнюю квартиру. Рокки и Дэн докладывают руководству о визите Кьюсика к Гаррису, и вскоре все патрульные полицейские получают указание усилить бдительность на улицах, так как по информации детективного отдела, две банды находятся на грани гангстерской войны. Вскоре поздно вечером Гаррис и Квист поджидают Кьюсика у выхода из офиса его компании, после чего Гаррис расстреливает Кьюсика из винтовки. Получив сигнал о стрельбе на улице, патрульные машины начинают преследование Гарриса и Квиста. Рокки и Дэн оказываются ближе всех к машине бандитов, которые открывают огонь по полицейским. Начинается гонка по ночному городу, сопровождающаяся стрельбой, в результате которой Рокки удаётся прострелить колесо машины бандитов, она на полном ходу вылетает с дороги, врезается в дерево и разбивается. Квист гибнет на месте, а Гаррис отделывается легким переломом руки, и его доставляют в тюрьму. Взволнованная Кейт приезжает на место аварии, опасаясь, что с Рокки и Дэном что-то произошло, так как в их машине во время перестрелки была повреждена радиосвязь. Однако, увидев, что оба живы, она подбегает к Рокки, и они целуются. Кейт понимает, что влюбилась в Рокки, и вскоре соглашается выйти за него замуж. Тем временем суд признаёт Гарриса виновным в убийстве первой степени и приговаривает его к смертной казни. Выходя из зала суда, гангстер клянётся отомстить Рокки и Дэну.
Вскоре, находясь в тюремной камере, Гаррис имитирует кровотечение из руки, и его направляют на перевязку врачу. Когда во врачебный кабинет вводят Гарриса, его подручные, которые расположились в доме напротив, открывают огонь из снайперских винтовок, убивая конвойных и врача. Гаррис выбирается через окно на улицу и скрывается от преследования, сев на городской автобус. После побега лейтенант Мастерсон просит Рокки и Дэна быть особенно осторожными, учитывая угрозы им со стороны Гарриса. Тем не менее, вскоре ночью Гаррис, выследив их машину, нагоняет их во время движения и стреляет через окно, убивая Рокки, который перед смертью успевает проститься с Кейт. После убийства Гаррис залегает на дно, и полиция некоторое время не может установить его местонахождение. Между тем, разгневанный Дэн ежедневно ходит в ночной клуб Гарриса, рассчитывая, что выйдет на гангстера через его подружку, певицу Терри Ромейн (Гейл Роббинс). Однажды не выдержав, Дэн врывается в гримёрку Терри, где жёстко бьёт её по лицу, требуя сказать, где находится Гаррис. Однако она отвечает, что как уже неоднократно сообщала полиции, не поддерживает с гангстером связей с тех пор, как тот был задержан и помещён в тюрьму. Необоснованная ярость Дэна по отношению к певице коробит Кейт, которая считает, что он не имел права так себя вести. Тем временем полиция прослушивает квартиру Терри и ведёт за ней пристальное визуальное наблюдение. Однажды вечером полицейские замечают, что Гаррис пробрался в её квартиру по пожарной лестнице и требует, чтобы она бежала вместе с ним в Мексику, на что Терри отказывается, заявляя, что не хочет иметь ничего общего с убийцей. Чтобы удержать Терри, Гаррис берёт в заложницы маленькую девочку из соседней квартиры. Когда гангстер понимает, что дом окружён, он высовывает девочку в окно, и угрожая её жизнью, требует снять охрану и выпустить его из дома. Тем временем Дэн просит лейтенанта Мастерсона разрешить ему обезвредить преступника, обещая сохранить жизнь девочке. Дэн поднимается в соседнюю квартиру и по карнизу подходит к квартире, где находится Гаррис, бросая в окно шашку со слезоточивым газом. Затем он пробирается в задымлённое помещение, прячет девочку и вступает в перестрелку с гангстером. Когда Гаррис собирается выстрелить в Дэна, Терри своим телом закрывает полицейского и погибает от пуль бандита. Гаррис выскакивает в коридор, где Дэн настигает и убивает его. Выйдя из здания, Дэн говорит, что благодаря Терри изменил своё убеждение в отношении того, что люди не могут измениться в лучшую сторону. Кейт рада тому, что Дэн стал с большим понимаем относиться к людям, и они обнявшись уходят с места преступления.

## В ролях
- Марк Стивенс — Рокки Барнс
- Эдмонд О’Брайен — Дэниел Пёрвис
- Гейл Сторм — Кэтрин Мэллори
- Дональд Бука — Ритчи Гаррис
- Гейл Роббинс — Терри Ромейн
- Энтони Росс — лейтенант Мастерсон
- Филип Ван Зандт — Джо Квист
- Роланд Уинтерс — Лео Кьюсик
- Тито Вуоло — Романо
- Грасиа Нарсисо — миссис Романо
- Мэдж Блейк — миссис Мэллори
- Лора Ли Мичел — Кэти
- Джек Дель Рио — Луис Франисси
- Клифф Бэйли — сержант Бэйли
- Тони Барр — Гарри Йост
- Майрон Хили — офицер Дэвис

## Создатели фильма и исполнители главных ролей
Как написал Шон Эксмейкер, «Гордон Дуглас был разносторонним режиссёром», который за свою карьеру охватил самый широкий спектр жанров от комедийных короткометражек из серии «Наша банда» до вестернов, приключенческих фильмов и нескольких фильмов с Фрэнком Синатрой, включая «Тони Роум» (1967) и «Детектив» (1968). Наиболее удачными картинами Дугласа считаются фильм нуар «Распрощайся с завтрашним днём» (1950) с Джеймсом Кэгни в главной роли и научно-фантастический триллер «Они!» (1954). Марк Стивенс известен как партнёр Оливии де Хэвилланд по криминальной драме «Змеиная яма» (1948), а также по ролям «крутых главных героев» в фильмах нуар «Тёмный угол» (1946) и «Улица без названия» (1948), а также в триллерах «Крик о мести» (1954) и «План преступления» (1954), в которых он выступал не только актёром, но и режиссёром. Эдмонд О’Брайен был одним из наиболее востребованных актёров фильмов нуар, исполнив как главные, так и значимые характерные роли в 17 фильмах жанра, среди которых «Убийцы» (1946), «Двойная жизнь» (1947), «Паутина» (1947), «Мёртв по прибытии» (1950), «Белое каление» (1950) и «Автостопщик» (1953).

## Оценка фильма критикой

### Общая оценка фильма
После выхода фильма на экраны Босли Кроутер в «Нью-Йорк Таймс» назвал его «быстрым шоу про копов и приступников», которое выполнено на «прилежном подростковом уровне», отметив, что «если вы хотите узнать, как полицейские, которые разъезжают на патрульных машинах, проводят своё время — если и не в реальности, то, по крайней мере, в голливудском кино — тогда вам следует посмотреть эту картину». Современный историк кино Деннис Шварц называет картину «непримечательной криминальной драмой, снятой в полудокументальном стиле с закадровым повествованием», в которой «показаны героические люди на патрульных машинах, а сама история строится вокруг двух друзей — бывших морпехов, которые являются напарниками в радиопатрулируемой машине и вместе снимают квартиру». По мнению Шварца, «фильм предлагает претенциозную интерпретацию режиссёром городской жизни, где копы идеалистически показаны исключительно как отважные люди, делающие всё, что в их силах, чтобы остановить преступность». Конечно, по словам киноведа, "эта картина не обладает глубиной, но она очень привлекательно проносится по городским улицам под вой сирен, а её довольно ординарная романтическая история успешно держится на уровне благодаря оживлённой и игривой болтовне между тремя основными персонажами. Романтическая история, по словам критика, воспринимается «особенно трогательно на фоне тех опасностей», которые подстерегают «этих обычных, но героических людей». Современный киновед Боб Порфирио отмечает, что эта картина пытается выдать себя «за полудокументальный фильм, показывая вступительные титры на фоне городского пейзажа Лос-Анджелеса в то время, как закадровый рассказчик повествует о работе патрульной полиции», однако в целом картина смотрится так, как будто сделана «под потребности утренних киносеансов». Шон Эксмейкер отмечает, что сегодня «эту криминальную драму 1950 года о радиопатрульных и гангстерах на улицах Лос-Анджелеса мы, скорее всего, классифицировали бы как фильм нуар. Однако в сознании Голливуда того времени это была классическая полицейская драма о друзьях-напарниках, которые ежедневно рискуют жизнями». Как и другие историки кино Эксмейкер обращает внимание на то, что «фильм начинается с панорамного вида ночного Лос-Анджелеса и популярного в то время рассказа в документальном стиле, задавая фильму жанр реалистического портрета неспетого героизма радиопатрульных полицейских, которые первыми откликаются на вызов». Далее киновед пишет, что «хотя фильм и не предлагает никаких неожиданностей в своей истории о копах, бандитах и мести, тем не менее, это вполне добротная криминальная история с крепкой актёрской игрой и суровым жизненным подходом, когда речь заходит о текущей патрульной работе».
По мнению рецензента журнала TimeOut, картина «растратила экспрессивный нуаровый стиль на рутинный полицейский процедурал в сочетании с бадди-муви, где О’Брайен и Стивенс водят носом по грязным улицам из своей наблюдательной машины и соперничают за внимание привлекательной диспетчерши, объединяя силы для охоты на скользкого и грязного криминального босса», однако «появление мотива мести в конце фильма немного неуместно». Спесер Селби, пишет, что фильм рассказывает о двух «привязанных друг к другу лос-анджелесских копах, которые пытаются схватить жестокого бандита за убийство с жестокими и трагическими последствиями», Хэл Эриксон отмечает, что «это крепкая, лишённая излишеств детективная драма студии Columbia», а Майкл Кини приходит к заключению, что это «несправедливо недооценённый, увлекательный нуар, который выделяется отличной игрой Стивенса и О’Брайена в ролях патрульных, которые влюбляются в Сторм».

### Оценка работы режиссёра и творческой группы
По мнению Порфирио, хотя «у фильма много слабостей», тем не менее режиссёру Гордону Дугласу удалось «сильно поставить эпизоды экшна и жестокости», особенно «две жуткие нуаровые сцены — жестокое убийство Рокки Барнса и финальную перестрелку, в которой Дэн убивает Гарриса, оставляющего на стене отпечаток окровавленной рукой, прежде чем упасть и скатиться вниз по лестнице». Деннис Шварц считает, что Дуглас «сильно поставил картину», далее написав, что несмотря на то, что он «отяжелён слабым сценарием», режиссёр «хорошо ставит сцены экшна, особенно, когда Рокки расстреливают из проезжающего автомобиля, а также сцену финального противостояния, в которой Дэну удаётся одолеть психопатического Гарриса». TimeOut отмечает, что «Дуглас ставит фильм практически на автопилоте со свойственной ему эффективностью», а Эксмейкер обращает внимание на то, что «Дуглас вносит жёсткость в довольно рутинный сценарий и, кроме того, придаёт фильму налёт аутентичности благодаря значительным натурным съёмкам, включая динамичную погоню по загруженным улицам Лос-Анджелеса». Далее киновед указывает, что «там, где большинство голливудских фильмов используют стандартную рирпроекцию в сценах в движущихся автомобилях, большинство эпизодов с патрульными машинами сняты непосредственно на улицах с помощью камеры, которая установлена на машине или помещена на заднее сидение, показывая пролетающий мимо реальный мир. И если в студийных съёмках Дуглас использует классическое нуаровое контрастное освещение, его съёмки на натуре отличаются жёсткой постановкой света из одного источника, что придаёт сценам суровую непосредственность жизни. Благодаря этим сценам фильм выделяется среди обычных любовных историй и клишированных бадди-муви». Как добавляет Кини, «в отличие от других режиссёров своего времени Дуглас, кажется, знал, что если кого-то застрелят, то обязательно будет много крови».

### Оценка актёрской игры
Назвав фильм, «героической демонстрацией» доблестей патрульных полицейских, Босли Кроутер далее указывает, что «Стивенс и О’Брайен делают своих персонажей настолько вежливыми, насколько мы только можем об этом мечтать (хотя, их шутки ничем не лучше, чем у любого среднего копа)». Гейл Сторм, в свою очередь, «как обычно легковесна в роли сироты героя сил правопорядка, которая поклявшись никогда не влюбляться в полицейского, влюбляется сразу в двух». Хэл Эриксон считает, что «Сторм почти нечего не делает в своей роли, кроме как служит романтической связью между двумя главными героями. Как ни странно, она даже не получает возможности спеть в то время, как актриса Гейл Роббинс делает это аж трижды». По словам Эксмейкера, Стивенс играет «беззаботного оптимиста», в то время как герой О’Брайена «более серьёзен и более циничен» в роли «опытного патрульного, который видел столько преступлений и коррупции, что в результате больше не верит в искупление кого-либо из подозреваемых, даже тех подростков, с которыми они сталкиваются в начале фильма. Несмотря на это, он твёрд в своей верности Рокки, своему партнёру и лучшему другу со времён воинской службы, и даже отходит в сторону, когда Рокки заводит роман с Кейт». Порфирио обращает внимание на «дидактический подход фильма», при этом отмечает «удачный контраст между озлобленным копом в исполнении О’Брайена и созданным Букой стильным образом гангстера» . Как отмечает Эксмейкер, «со своим гладким, молодцеватым лицом, звериными глазами и личностью уличного бандита под дорогой стильной одеждой, Дональд Бука создаёт запоминающийся образ злодея». Кроутер пишет, что «Бука угрюм и неприветлив в роли гангстера, Гейл Робинс сладострастна в качестве его девушки, а Энтони Росс суров и серьёзен в роли полицейского лейтенанта». Кини также обращает внимание на «Роббинс, которая играет добрую по натуре подружку Буки, которую О’Брайен несправедливо обзывает „недостойной, мерзкой шлюхой“» .